# Super Mario Kart
Super Mario Kart (スーパーマリオカート, Sūpā Mario Kāto) é um jogo eletrônico de corrida com personagens da série Mario lançado em 1992 para o Super Nintendo. Foi relançado em 1996 como Player's Choice, em 2009 para o Virtual Console do Wii e em 2019 para Nintendo Switch, para assinantes do Nintendo Switch Online. Foi o primeiro jogo de corrida da série Mario Kart, que acabou tornando-se uma das séries mais famosas da Nintendo.

## Jogabilidade
A diferença desse jogo para os demais jogos de corrida é a possibilidade de usar utensílios e atalhos para vencer a corrida. As pistas estão localizadas em locais bastante incomuns, como lagos, castelos de fogo, ilhas de chocolate, etc., cenários baseados no jogo Super Mario World).

## Modos de Jogo
- Mario Kart GP: o principal modo de jogo de Super Mario Kart. Os jogadores podem competir contra sete oponentes dentro de uma das copas disponíveis, com cinco pistas cada. Cada corrida dura cinco voltas. Os quatro primeiros colocados receberão pontos: nove para o primeiro, seis para o segundo, três para o terceiro e um para o quarto. Caso o jogador perca, pode recomeçar utilizando vidas limitadas. Caso o limite se exceda, a corrida se encerra, e o jogador deve recomeçar a copa inteira. A pontuação máxima é de quarenta e cinco pontos. Ao final da copa, os três melhores colocados se dirigem ao pódio, onde receberão suas taças. Há três modalidades: 50cc (fácil), 100cc (média) e 150cc (difícil). (O modo 150cc só pode ser desbloqueado após completar todas as copas em 100cc.)
- Match Race: neste modo disponível apenas para dois jogadores, ambos competem um contra o outro para ver quem é mais rápido. O primeiro a completar cinco voltas é o vencedor. Devido à ausência dos demais oponentes, novos obstáculos são inseridos a pista a fim de aumentar a dificuldade.
- Time Trial: neste modo disponível apenas para um jogador, o jogador deve correr sozinho pelas pistas, a fim de conseguir o melhor tempo recorde. Os cinco melhores tempos e a melhor volta são gravados. Além disso, surge um “ghost”, que reproduz com exatidão a melhor corrida.
- Battle Mode: neste modo, disponível apenas para dois, os jogadores batalham um contra o outro, dentro de arenas de batalha e com três balões em volta de cada kart. A finalidade é atingir o adversário com os itens fornecidos, estourando seus balões.

## Personagens
Há oito personagens jogáveis em Mario Kart. Além deles, outros personagens da série Super Mario surgem no jogo. Piranha Plants, Monty Moles, Thwomps e Cheep-Cheeps surgem como obstáculos. Entretanto, os temidos e imortais fantasmas Boos surgem como um item, utilizado apenas nos modos Match Race e Battle Mode. Lakitu é o proprietário e fiscal de prova de todas as pistas, e participa ativamente das corridas exercendo várias funções, como segurar o semáforo, bandeiras e placas. Pelo preço de duas moedas, Lakitu usa sua vara de pesca para resgatar os corredores de abismos, lavas e água.

### Pilotos
Super Mario Kart tem oito pilotos disponíveis, divididos de acordo com suas estatísticas: aceleração, velocidade, peso e direção.
- Mario & Luigi: os heróis do Reino do Cogumelo. São medianos em todas as áreas. Quando controlados pela CPU, usam apenas a Estrela.
- Princesa Toadstool/Peach: a Princesa do Reino do Cogumelo tem como qualidade a excelente aceleração. É mediana na direção e no peso. Entretanto, é a menos veloz do jogo. Quando controlada pela CPU, lança cogumelos venenosos, que diminuem o tamanho do oponente que tocá-los.
- Yoshi: o simpático dinossauro de Super Mario World reúne as mesmas características de Toadstool. Quando controlado pela CPU, lança ovos verdes, atingindo os karts com o mesmo efeito dos cascos.
- Bowser: O Rei dos Koopas tem como qualidades a mais alta velocidade e o maior peso. Entretanto, a aceleração e o controle de direção são péssimos. Quando controlado pela CPU, Bowser lança Li’l Sparkys, bolas de fogo que atingem os karts com o mesmo efeito dos cascos.
- Donkey Kong Jr.: O filho do Donkey Kong original e protagonista do jogo de mesmo nome surge pela primeira e última vez na série Mario Kart. É um gorila pequeno. Reúne as mesmas características de Bowser. Entretanto, quando controlado pela CPU, lança bananas.
- Koopa Troopa: o soldado da Tropa Koopa, tem como qualidade o ótimo controle de direção. São medianos na aceleração e na velocidade. Seu peso baixo faz com que a tartaruga seja constantemente empurrada pelos oponentes mais fortes. Quando controlado pela CPU, lança cascos verdes.
- Toad: o servo de Toadstool reúne as mesmas características do Koopa Troopa. Quando controlado pela CPU, lança cogumelos venenosos, assim como Peach.

## Recepção e reconhecimento
No Top 100 Jogos de SNES de Todos os Tempos, feito pela IGN em 2011, o jogo aparece na oitava posição do ranking.